# Zeglingen
Zeglingen ist eine Einwohnergemeinde im Schweizer Kanton Basel-Landschaft. Sie gehört zum  Bezirk Sissach.
Die Einwohner von Zeglingen trugen in der Nachbarschaft den Spitznamen Schooffzäine.

## Geographie

Historisches Luftbild von Werner Friedli von 1953

Zeglingen liegt nördlich der Jurakette am südlichen Ende des Eitals. Auf dem Gebiet der Gemeinde entspringt der Eibach, einer der Hauptzuflüsse der Ergolz.
Die Gemeinde Zeglingen grenzt im Norden an Kilchberg und an Wenslingen, im Nordosten an Oltingen, im Osten an Stüsslingen (SO), im Südosten an Lostorf (SO), im Südwesten an Wisen (SO) und im Westen an Häfelfingen und an Rünenberg.

## Geschichte
Die erste urkundliche Erwähnung von Zeglingen datiert aus dem Jahre 1358 als Zegningen.
Auf der Hochebene fanden sich Spuren aus der Bronze- und der Eisenzeit. Beim Hof Erlimatt befindet sich zudem ein markanter Burghügel aus dem Hochmittelalter (Burgstelle Altschloss). Im Jahre 1372 gehörte das Dorf zur Herrschaft Thierstein-Farnsburg, welche 1461 von der Stadt Basel erworben wurde. Bis zur Helvetischen Revolution im Jahre 1798 gehörte Zeglingen zum Amt Farnsburg und kam dann zum Bezirk Sissach. Zusammen mit dem Bezirk Sissach wurde Zeglingen nach der Kantonsteilung Teil des im Jahre 1833 neu gegründeten Kantons Basel-Landschaft.

## Persönlichkeiten
- Adolph Rickenbacher (1887–1976), Mitentwickler der E-Gitarre; seine Vorfahren kamen aus Zeglingen
- «Eddie» Rickenbacker (1890–1973), amerikanischer Jagdflieger im Ersten Weltkrieg; seine Vorfahren kamen aus Zeglingen
- Peter Rickenbacher («Zeglinger Peter»), Wunderheiler
- Heinrich Wiesner (1925–2019), Schriftsteller; in Zeglingen geboren

## Sehenswürdigkeiten

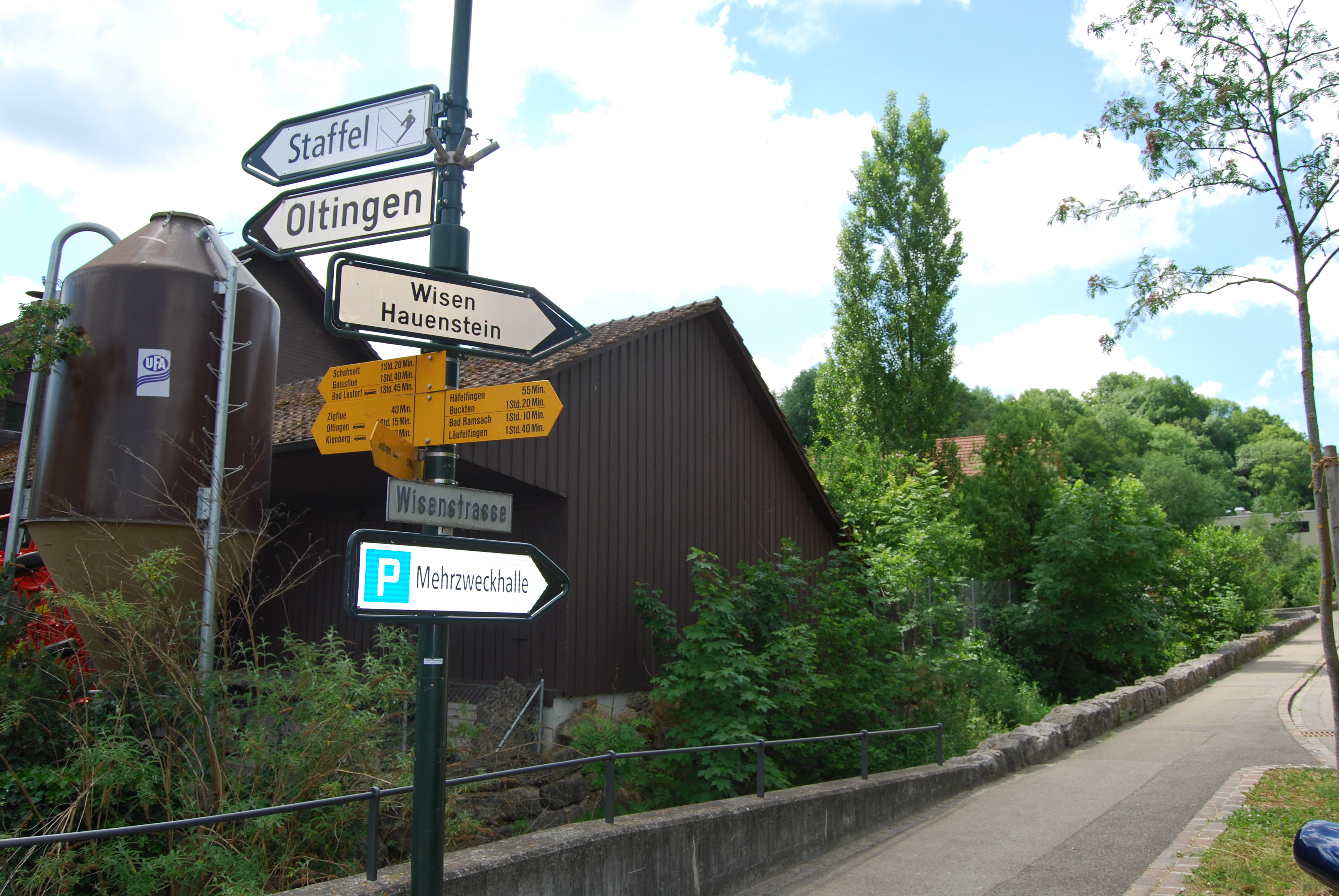
Wegweiser im Dorfzentrum
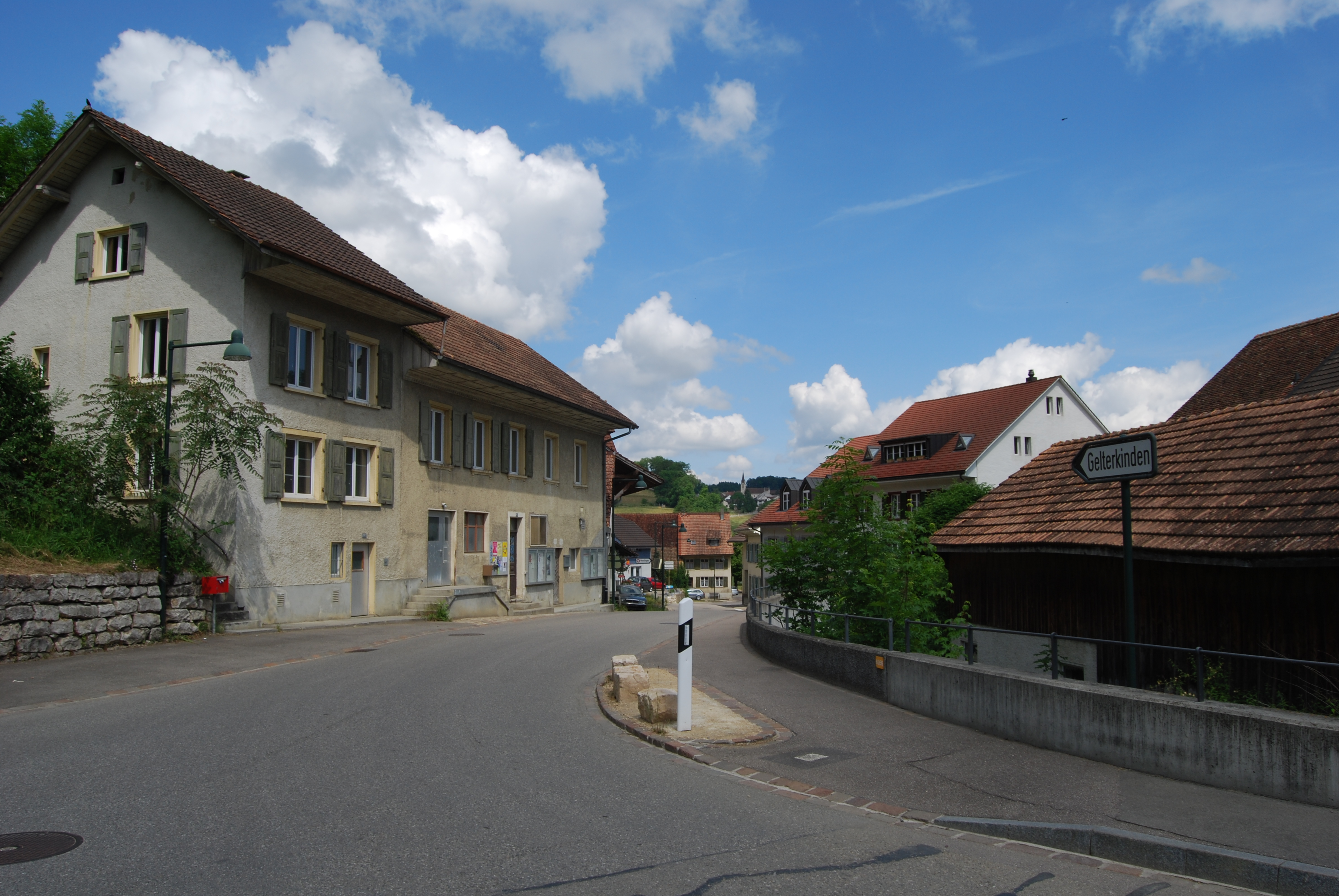
Dorfstrasse
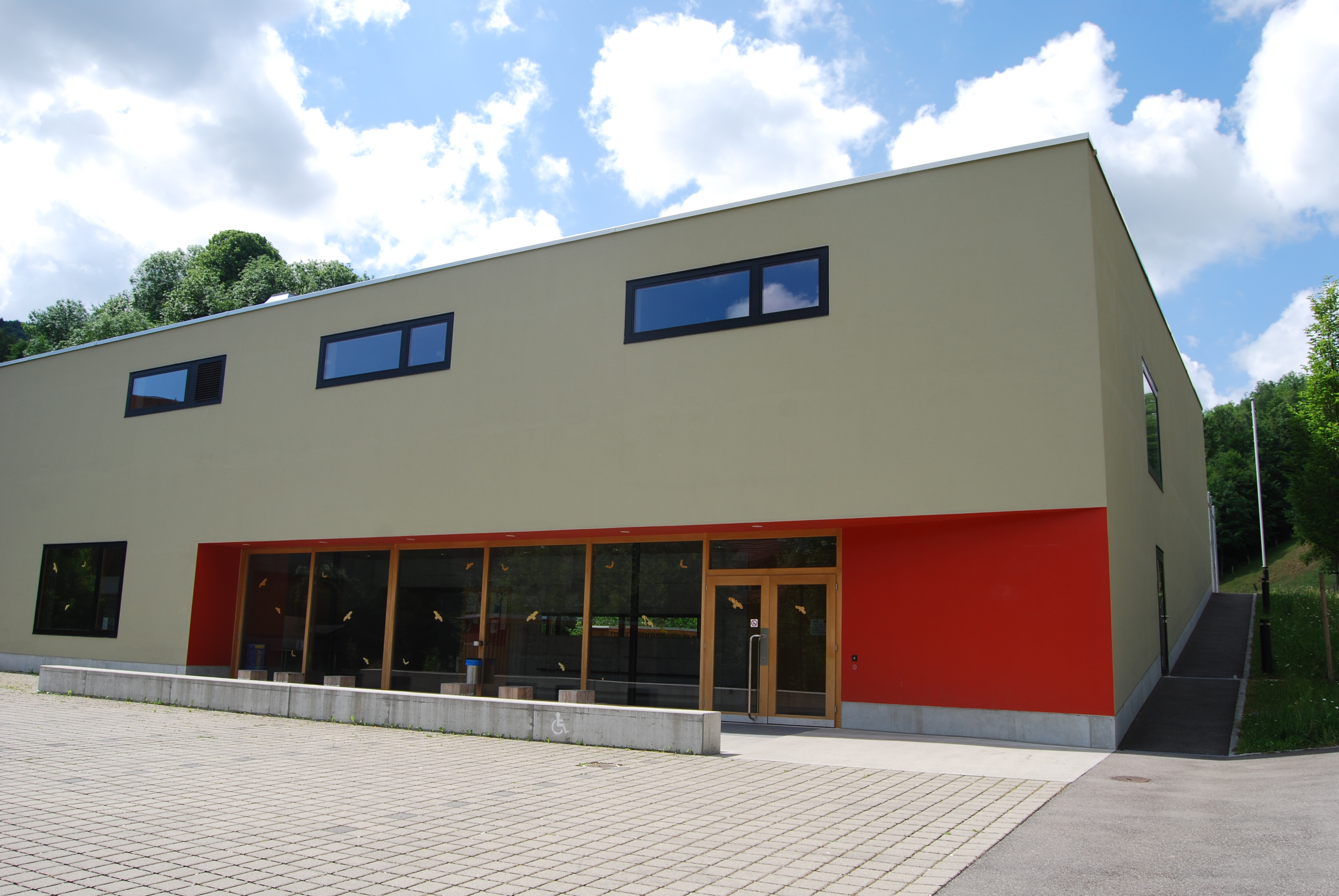
Mehrzweckhalle
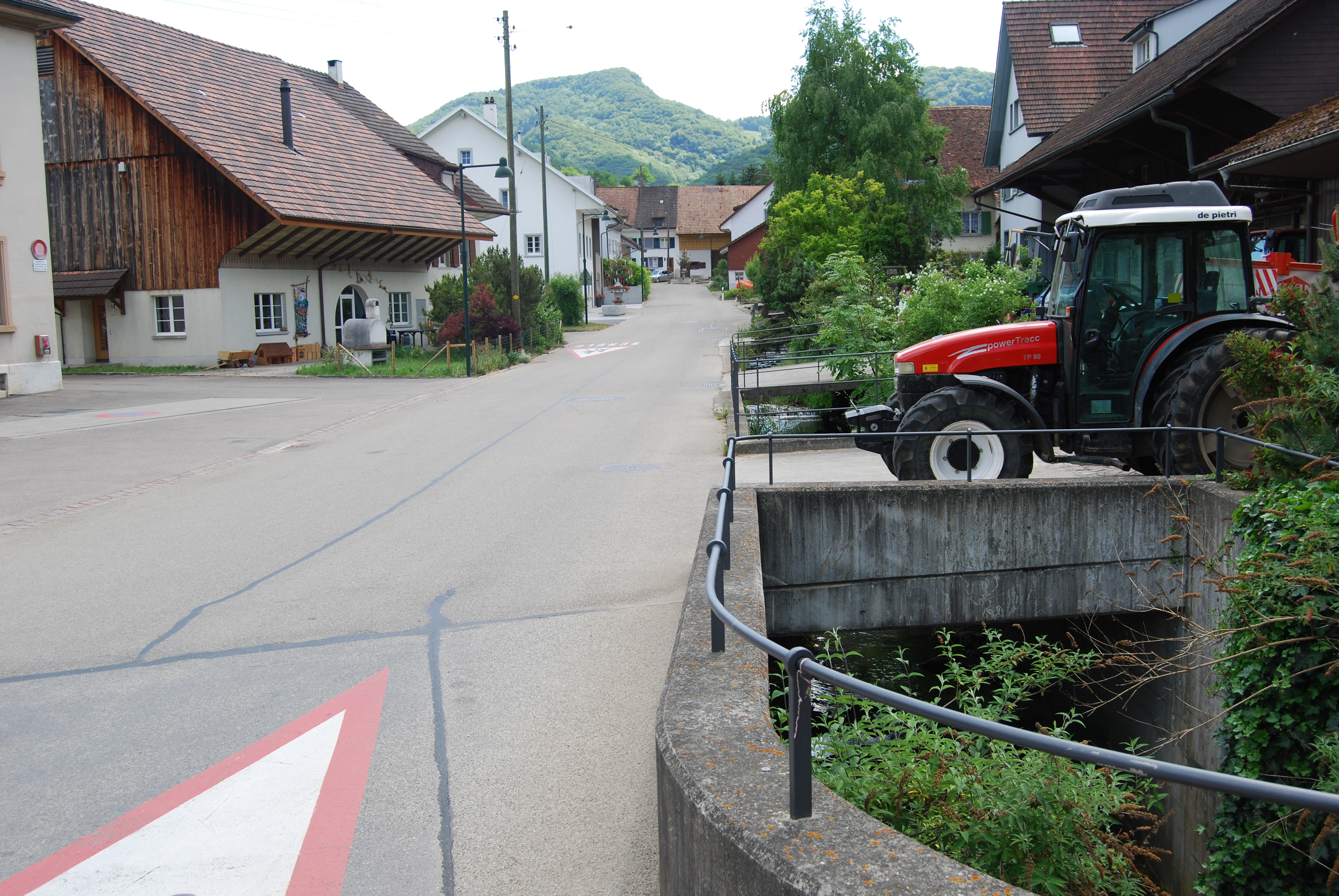
Zeglingen und Eibach